# Satiklan
 (octobre 2012).
Si vous disposez d'ouvrages ou d'articles de référence ou si vous connaissez des sites web de qualité traitant du thème abordé ici, merci de compléter l'article en donnant les références utiles à sa vérifiabilité et en les liant à la section « Notes et références ».
En Côte d'Ivoire, les Satiklan  constituent un sous-groupe Baoulé. Ils habitent notamment près de Botro.

## Historique
le nom Satiklan signifie « la bonne nouvelle de ce que nous sommes tous sains et saufs » et proviendrait de l'époque où le peuple Aladjran vint du Ghana, quarante-cinq ans avant la reine Abla Pokou. Lors d'un conflit avec les Gouro, ce peuple se sépara et une petite partie d'entre eux se sépara pour s'installer près de Katiola.

## Situation actuelle
En 2014, le chef central de l'Association des Baoulés-Satiklan de la sous-préfecture de Botro résidant à Soubré était N'Dri N'Guessan,.
En mars 2022, le chef de cette communauté à Abidjan est Nanan Apollinaire Konan Kouadio. Il a été intronisé par des émissaires de Nanan Totokra III, chef du canton Satiklan de Botro.